# تانگجینگ هیل
تانگجینگ هیل (به انگلیسی: Thangjing Hill) یک کوه در هند است که در مانیپور واقع شده‌است. تانگجینگ هیل ۱٬۶۸۴ متر بالاتر از سطح دریا واقع شده‌است.